# Annio Eucario Epifanio
Annio Eucario Epifanio (latino: Flavius Annius Eucharius Epiphanius; fl. 412-414) è stato un politico romano dell'Impero romano d'Occidente.
Ricoprì la carica di praefectus urbi di Roma tra il 412 (attestato in carica il 15 ottobre) e il 414 (27 maggio), e restaurò la Basilica Iulia.